# غراهام ريكس
غراهام ريكس (بالإنجليزية: Graham Rix)‏ (مواليد 23 أكتوبر 1957) هو لاعب كرة قدم. يلعب مع منتخب إنجلترا لكرة القدم. سبق له أن لعب في كأس العالم لكرة القدم مع منتخب بلاده.

## مسيرته الكروية
لعب غراهام ريكس خلال مسيرته الاحترافية مع 6 أندية في عشرون موسمًا وسجل خلالها 52 هدفًا ضمن 464 مباراة. حيث فاز في موسمين بالكأس ولم يفز بأي دوري.
خاض غراهام ريكس مسيرته مع نادي أرسنال في موسم 1976–77 ليلعب معه اثنا عشر موسمًا، مشاركًا في 342 مباراة سجل خلالها 41 هدفًا. ثم انتقل إلى نادي برينتفورد في موسم 1987–88 لمدة موسم واحد، حيث شارك في 6 مباريات ولم يسجل أي هدف. لينتقل بعدها إلى نادي كاين في موسم 1988–89 واستمر معه طيلة ثلاثة مواسم، مشاركًا في 89 مباراة سجل خلالها 9 أهداف. ثم انتقل إلى نادي لوهافر في موسم 1991–92 لمدة موسم واحد، مشاركًا في 12 مباراة ولم يسجل أي هدف. هذا وانتقل لاحقًا إلى نادي دندي في موسم 1992–93 لمدة موسم واحد، مشاركًا في 14 مباراة سجل خلالها هدفين. ثم انتقل بعدها إلى نادي تشيلسي في موسم 1993–94 ولمدة موسمين، مشاركًا في مباراة ولم يسجل أي هدف.

## روابط خارجية
- غراهام ريكس على موقع قاعدة بيانات كرة القدم.إي يو (الإنجليزية)
- غراهام ريكس على موقع ناشيونال فوتبول تيمز (الإنجليزية)
- غراهام ريكس على موقع Soccerbase.com (لاعب) (الإنجليزية)
- غراهام ريكس على موقع Soccerbase.com (مدرب) (الإنجليزية)
- غراهام ريكس على موقع عالم كرة القدم.نت (الإنجليزية)